# فیات ۱۲۶
فیات ۱۲۶ (Fiat ۱۲۶) خودرویی است که در سال‌های ۱۹۷۲ تا ۲۰۰۰تولید شده‌است.طراحی آن خودروهای موتور عقب-محور عقب بوده است.